# Coquilla de Huebra
Coquilla de Huebra es una localidad española del municipio salmantino de Berrocal de Huebra, en la comunidad autónoma de Castilla y León.

## Ubicación
La localidad está situada en un terreno llano donde crecen predominantemente encinas, próxima al curso del río Huebra. Ubicada en la parte central de la provincia de Salamanca, pertenece al término municipal de Berrocal de Huebra.

## Historia
A mediados del siglo XIX, la localidad, ya por entonces parte del municipio de Berrocal de Huebra, contaba con una población de 22 habitantes. Aparece descrita en el sexto volumen del Diccionario geográfico-estadístico-histórico de España y sus posesiones de Ultramar de Pascual Madoz de la siguiente manera: 

COQUILLA DE HUEBRA: ald. agregada al ayunt. de Berrocal de Huebra (V.), en la prov. y dióc. de Salamanca, part. jud. de Sequeros, aud. terr. y c. g. de Valladolid: sit. en un llano bien ventilado, con clima sano. Tiene 7 casas bastante inferiores, y para el surtido de sus vec. una fuente de buen agua y algunos manantiales; cuenta también una igl., anejo de Moraleja de Huebra, y el cementerio inmediato al pueblo pegado á la misma igl. Su térm. tendrá poco mas de 1/2 leg. de estension en las dos direcciones, y confina al N. con Gallinero de Huebra; E. Moraleja de Huebra, O. y S. Avililla; por él corre en dirección N. y aun 1/4 leg. de la ald. el r. Huebra, el cual interrumpe su curso en el verano, aunque deja depósitos ó charcas donde abreven los ganados; todo el térm. está poblado de monte de encina, con algún álamo negrillo en las riberas del Huebra y en uno de sus varios prados. El terreno es flojo, la mayor pate de secano, y algun poco de regadio, propiedad todo él del marqués de Valdecalzana prod.: trigo, centeno, algunos garbanzos y cebada; de las dos primeras especies sobra bastante; críase ademas algun ganado de todas clases, pero en poca cantidad. Los caminos son trasversales y estan en buen estado. La correspondencia se va por ella á Tamames. pobl.: 6 vec., 22 alm. cap. terr. prod.: 83,400 rs. imp.: 4,170. contr.: con su ayunt. (V.)
(Madoz, 1847, p. 573)

En 2021 la localidad tenía censados 9 habitantes.